# Jean Marais
Jean-Alfred Villain-Marais (ur. 11 grudnia 1913 w Cherbourgu, zm. 8 listopada 1998 w Cannes) – francuski aktor teatralny i filmowy, reżyser, pisarz, malarz, rzeźbiarz, garncarz i kaskader. Obok Michèle Morgan i Jeana Gabin uznawany był za jednego z najsławniejszych i najwybitniejszych aktorów francuskich lat 40. i 50.

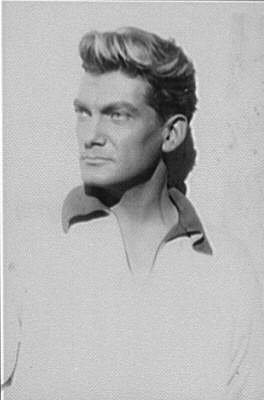
Jean Marais w 1949 r. Kadr z filmu Orfeusz

## Życiorys

### Wczesne lata
Urodził się w Cherbourgu. Jego ojciec był weterynarzem, brał udział w I wojnie światowej. Młody Jean Marais w wieku czterech lat, po rozwodzie rodziców został zabrany do Paryża i wraz ze starszym bratem Henrim był wychowywany przez matkę i babkę w Le Vésinet. Uczęszczał do Lycée Condorcet, prestiżowej państwowej szkoły, gdzie uczyli się także Louis de Funès i Jean Cocteau. W wieku 13 lat Marais opuścił liceum. Próbował dostać się do kilku innych szkół, w końcu został umieszczony do katolickiej szkoły z internatem. W wieku 16 lat porzucił szkołę i starał się zrealizować swoje marzenia o aktorstwie w ruchu amatorskim. Po nieudanej próbie zdania egzaminów do szkoły aktorskiej w Konserwatorium Paryskim (fr. Conservatoire de Paris), podjął pracę asystenta fotografa, a także jako caddy (noszący kije golfowe) w klubie.

### Kariera
W latach 1933-34 statystował w kilku filmach Marcela l’Herbiera, m.in. Jastrząb (L'Épervier, 1933). Aby opłacić kursy aktorskie u Charlesa Dullina imał się różnych zawodów. W 1936 poznał Jeana Cocteau – jednego z prominentów paryskiego życia kulturalnego i zaczął występować w jego sztukach, w tym w tragedii Król Edyp Sofoklesa (1937). Wówczas, za jego namową przybrał pseudonim Jean Marais. W czasie II wojny światowej przebywał w Paryżu i grał w filmach. Podczas operacji Neptun wstąpił do wojska. Walczył w Alzacji; został odznaczony Krzyżem Wojennym.
Po wojnie wrócił do Paryża i nadal współpracował z Jeanem Cocteau, pozostali bliskimi przyjaciółmi aż do śmierci. Cocteau miał znaczący wpływ na jego życie i karierę. Marais pojawił się prawie w każdym filmie Cocteau. Razem nakręcili takie klasyki, jak Piękna i Bestia (La Belle et la Bête, 1946), Straszne dzieci (Les Parents terribles, 1948), Orfeusz (Le Orphée, 1949) czy Testament Orfeusza (Le Testament d’Orphée, 1959). W trzech komediach kryminalnych o losach Fantomasa, kręconych w latach 1964–1967, Marais występował w podwójnej roli dziennikarza Fandora i tytułowego superprzestępcy. W kolejnych latach skupił się na karierze teatralnej i rzeźbiarstwie. Jedna z jego rzeźb Le Passe-Muraille znajduje się na paryskim Montemartre. Ostatnią rolę filmową zagrał w 1996 roku w filmie Bernardo Bertolucciego Ukryte pragnienia.
W 1958 był członkiem jury Międzynarodowego Festiwalu Filmowego w Berlinie, a w 1985 przewodniczył temu gremium. W 1980, w paryskim Théatre du Châtelet, przewodniczył ceremonii rozdania Cezarów. W 1993 otrzymał Cezara Honorowego.  W 1996 roku został odznaczony francuską Legią Honorową za wkład w kinematografię francuską.  
Zmarł 8 listopada 1998 w Cannes na atak serca, w wieku 84 lat, a pochowany został w Vallauris.
26 kwietnia 2006 plac w 18. dzielnicy Paryża, na szczycie wzgórza Montmartre, został nazwany jego imieniem – Place Jean-Marais.

## Życie prywatne
W latach 1942–1944 był żonaty z Olgą Colette Peszynsky, znaną jako Mila Parély (1917–2012). Adoptowali syna Serge’a (1943–2012). W latach 1937–1963 był w związku partnerskim z Jeanem Cocteau. Ich związek trwał 25 lat, aż do śmierci Cocteau. Marais był muzą Cocteau, pomagając mu wyjść z uzależnienia od opium.

## Filmografia
| Rok  | Tytuł                                                                   | Rola                                           | Reżyser               |
| ---- | ----------------------------------------------------------------------- | ---------------------------------------------- | --------------------- |
| 1933 | Dans les rues                                                           |                                                | Victor Trivas         |
| 1933 | L'Épervier                                                              |                                                | Marcel L’Herbier      |
| 1933 | Étienne                                                                 |                                                | Jean Tarride          |
| 1934 | Le Scandale                                                             | chłopak przy windzie                           | Marcel L’Herbier      |
| 1934 | L'Aventurier                                                            | młody pracownik                                | Marcel L’Herbier      |
| 1934 | Le Bonheur                                                              |                                                | Marcel L’Herbier      |
| 1936 | Les Hommes nouveaux                                                     | urzędnik                                       | Marcel L’Herbier      |
| 1936 | Nuits de feu                                                            |                                                | Marcel L’Herbier      |
| 1937 | Abus de confiance                                                       | Marais                                         | Henri Decoin          |
| 1937 | Bizarre, Bizarre                                                        |                                                | Marcel Carné          |
| 1941 | Le Pavillon brûle                                                       | Daniel                                         | Jacques de Baroncelli |
| 1942 | Le Lit à colonnes                                                       | Rémi Bonvent                                   | Roland Tual           |
| 1942 | Carmen                                                                  |                                                | Christian-Jaque       |
| 1943 | L'Éternel retour                                                        | Patrice                                        | Jean Delannoy         |
| 1943 | Voyage sans espoir                                                      | Alain Ginestier                                | Christian-Jaque       |
| 1945 | Carmen                                                                  | Don José                                       | Christian-Jaque       |
| 1946 | Piękna i Bestia (La Belle et la Bête)                                   | bestia / książę / Avenant                      | Jean Cocteau          |
| 1947 | The Royalists                                                           | Marquis de Montauran                           | Henri Calef           |
| 1947 | Ruy Blas                                                                | Ruy Blas                                       | Pierre Billon         |
| 1947 | Dwugłowy orzeł (L'Aigle à deux têtes)                                   | Stanislas                                      | Jean Cocteau          |
| 1948 | Oczami wspomnień (Aux yeux du souvenir)                                 | Jacques Forester                               | Jean Delannoy         |
| 1948 | Tajemnica Mayerlingu (Le Secret de Mayerling)                           | Archduke Rodolphe                              | Jean Delannoy         |
| 1948 | Straszne dzieci (Les Parents terribles)                                 | Michel                                         | Jean Cocteau          |
| 1949 | Orfeusz (Orphée)                                                        | Orfeusz                                        | Jean Cocteau          |
| 1950 | Le Château de verre                                                     | Rémy Marsay                                    | René Clément          |
| 1950 | Les Miracles n'ont lieu qu'une fois                                     | Jérôme                                         | Yves Allégret         |
| 1951 | Nez de cuir                                                             | Roger de Tainchebraye                          | Yves Allégret         |
| 1952 | L’Amour, Madame                                                         | cameo                                          | Gilles Grangier       |
| 1952 | La Maison du silence                                                    | były maquis                                    | Georg Wilhelm Pabst   |
| 1953 | L'Appel du destin                                                       | Lorenzo Lombardi                               | Georges Lacombe       |
| 1953 | Les Amants de minuit                                                    | Marcel Dulac                                   | Roger Richebé         |
| 1953 | Sypialnia wielkich (Dortoir des grandes)                                | Désiré Marco                                   | Henri Decoin          |
| 1953 | Julietta                                                                | André Landrecourt                              | Marc Allégret         |
| 1954 | Hrabia Monte Christo (Le Comte de Monte Cristo)                         | Edmond Dantès / hrabia Monte Christo           | Robert Vernay         |
| 1954 | Le Guérisseur                                                           | dr Jean Scheffer                               | Yves Ciampi           |
| 1954 | Gdyby Wersal mógł mi odpowiedzieć (Si Versailles m’était conté)         | król Ludwik XV                                 | Sacha Guitry          |
| 1955 | Futures vedettes                                                        | Éric Walter                                    | Marc Allégret         |
| 1955 | Napoleon (Napoléon)                                                     | Charles Tristan, hrabia Montholon              | Sacha Guitry          |
| 1956 | Goubbiah, mon amour                                                     | Goubbiah                                       | Robert Darène         |
| 1956 | Toute la ville accuse                                                   | François Nérac                                 | Claude Boissol        |
| 1956 | Helena i mężczyźni (Eléna et les hommes)                                | generał François Rollan                        | Jean Renoir           |
| 1956 | Si Paris nous était conté                                               | Franciszek I Walezjusz                         | Sacha Guitry          |
| 1957 | Tajfun nad Nagasaki (Typhon sur Nagasaki)                               | Pierre Marsac                                  | Yves Ciampi           |
| 1957 | S.O.S. Noronha                                                          | Frédéric Coulibaud                             | Georges Rouquier      |
| 1957 | Amour de poche                                                          | Jérôme Nordman                                 | Pierre Kast           |
| 1957 | Życie we dwoje (La Vie à deux)                                          | Teddy Brooks, iluzjonista                      | Clément Duhour        |
| 1957 | Białe noce (Nuits blanches)                                             | najemca                                        | Luchino Visconti      |
| 1957 | Kawaler króla jegomości (La Tour, prends garde!)                        | Henri La Tour                                  | Georges Lampin        |
| 1958 | Sekret z przeszłości (Chaque jour a son secret)                         | Xavier Lezcano                                 | Claude Boissol        |
| 1959 | Garbus (Le Bossu)                                                       | Henri de Lagardère                             | André Hunebelle       |
| 1959 | Testament Orfeusza (Le Testament d’Orphée)                              | Edyp                                           | Jean Cocteau          |
| 1960 | Bitwa pod Austerlitz (Austerlitz)                                       | generał Lazare Carnot                          | Abel Gance            |
| 1960 | Serce i szpada (Le Capitan)                                             | François de Capestan                           | André Hunebelle       |
| 1961 | Księżna de Clèves (La Princesse de Clèves)                              | książę de Clèves                               | Jean Delannoy         |
| 1961 | Kapitan Fracasse (Le Capitaine Fracasse)                                | baron Philippe de Sigognac / Kapitan Fracasse  | Pierre Gaspard-Huit   |
| 1961 | Cud wilków (Le Miracle des loups)                                       | Robert de Neuville                             | André Hunebelle       |
| 1961 | Napoléon II l'Aiglon                                                    | Montholon                                      | Claude Boissol        |
| 1961 | Porwanie Sabinek (L'Enlèvement des Sabines)                             | Mars                                           | Richard Pottier       |
| 1962 | Poncjusz Piłat (Ponce Pilate)                                           | Poncjusz Piłat                                 | Gian Paolo Callegari  |
| 1962 | Człowiek w żelaznej masce (Le Masque de fer)                            | Charles D’Artagnan, muszkieter                 | Henri Decoin          |
| 1962 | Tajemnice Paryża (Les Mystères de Paris)                                | Rodolphe de Sambreuil                          | André Hunebelle       |
| 1963 | L'honorable Stanislas, agent secret                                     | Stanislas Evariste Dubois                      | Jean-Charles Dudrumet |
| 1964 | Patate                                                                  | Noël Carradine                                 | Robert Thomas         |
| 1964 | Fantômas                                                                | Fantômas / Jérôme Fandor, dziennikarz          | André Hunebelle       |
| 1964 | Thomas l'imposteur                                                      | narrator (głos)                                | Georges Franju        |
| 1965 | Gentleman z Cocody (Le Gentleman de Cocody)                             | Jean-Luc Hervé de la Tommeraye                 | Christian-Jaque       |
| 1965 | Pleins feux sur Stanislas                                               | Stanislas Evariste Dubois, tajny agent, pisarz | Jean-Charles Dudrumet |
| 1965 | Smak ryzyka (Train d'enfer)                                             | Antoine Donadieu                               | Gilles Grangier       |
| 1965 | Fantomas wraca (Fantômas se déchaîne)                                   | Fantômas / Jérôme Fandor, dziennikarz          | André Hunebelle       |
| 1965 | Święty zastawia pułapkę (Le Saint prend l'affût)                        | Simon Templar                                  | Christian-Jaque       |
| 1966 | Sept hommes et une garce                                                | Dorgeval                                       | Bernard Borderie      |
| 1966 | Fantomas kontra Scotland Yard (Fantômas contre Scotland Yard)           | Fantômas / Jérôme Fandor, dziennikarz          | André Hunebelle       |
| 1969 | Le Paria                                                                | Manu                                           | Claude Carliez        |
| 1970 | Prowokacja (La Provocation)                                             | Christian                                      | André Charpak         |
| 1970 | Ryzykowny układ (Le Jouet criminel)                                     | bezimienny bohater                             | Adolfo Arrieta        |
| 1970 | Księżniczka w oślej skórze (Peau d’Âne)                                 | król                                           | Jacques Demy          |
| 1973 | Józef Balsamo (Joseph Balsamo, miniserial TV)                           | Alessandro di Cagliostro / Józef Balsamo       | André Hunebelle       |
| 1976 | Vaincre à Olympie (TV)                                                  | Menesthée                                      | Michel Subiela        |
| 1976 | Śpiewy podczas okupacji (Chantons sous l'occupation, film dokumentalny) | w roli samego siebie                           | André Halimi          |
| 1980 | Les Parents terribles                                                   | Georges                                        | Yves-André Hubert     |
| 1982 | Cher menteur (TV)                                                       | George Bernard Shaw                            | Alexandre Tarta       |
| 1985 | Parking                                                                 | Hades                                          | Jacques Demy          |
| 1986 | Rodzinne kłamstwa (Lien de parenté)                                     | Victor Blaise                                  | Willy Rameau          |
| 1992 | Les Enfants du naufrageur                                               | Marc-Antoine                                   | Jérôme Foulon         |
| 1995 | Nędznicy (Les Misérables)                                               | Pan Myriel                                     | Claude Lelouch        |
| 1996 | Ukryte pragnienia (Beauté volée)                                        | Pan Guillaume                                  | Bernardo Bertolucci   |
| 1997 | Milicja, czarny film (Milice, film noir, film dokumentalny)             | w roli samego siebie                           | Alain Ferrari         |
| 1999 | Luchino Visconti                                                        | w roli samego siebie                           | Carlo Lizzani         |

## Odznaczenia
- Krzyż Wojenny 1939–1945 (Croix de Guerre, 1945, Francja)
- Oficer Legii Honorowej (1996, Francja)